# Carl Mayet
Pour les articles homonymes, voir Mayet.
Carl (ou Karl) Mayet  (né le 11 août 1810 à Berlin et mort le 18 mai 1868 à Berlin) était un juriste et un maître prussien du jeu d'échecs. Il  fit partie de la Pléiade berlinoise.

## Éléments biographiques
Né le 11 août 1810 à Berlin, il mourut le 18 mai 1868 à Stettin. 
Avocat et magistrat d'extraction huguenote, il commença à jouer à un haut niveau à partir de 1839. 
Mayet participa au premier tournoi international des maîtres organisé à Londres en 1851 et fut éliminé par Hugh Kennedy lors du premier tour du tournoi. 
Deux ans plus tard,  il se classa troisième lors du premier championnat d'échecs tenu à Berlin en 1853. Il fut l'un des sept membres de la Pléiade berlinoise. Comme les autres membres de la pléiade, il joua aussi à la Société d'échecs de Berlin, l'un des plus vieux club allemands, auquel la pléiade donna un véritable essor.
Il marqua l'histoire des échecs par ses parties contre Daniel Harrwitz, au cours desquelles furent introduits de nouveaux coups qui perfectionnèrent la technique de cet art. En 1847, Mayet initia la défense de Berlin, en utilisant le potentiel perturbateur du « cavalier berlinois ». L'année suivante, en 1848, il joua la première partie où fut mis en œuvre le Piège de l'éléphant.